# بتشول أزب
بتشول أزب (الاسم العلمي:Pogostemon hirsutus) هو نوع من النباتات يتبع جنس البتشول من الفصيلة الشفوية.